# Velika nagrada Montreuxa 1934
Velika nagrada Montreuxa 1934 je bila neprvenstvena dirka za Veliko nagrado v sezoni 1934. Odvijala se je 3. junija 1934 v mestu Montreux. 

## Poročilo

### Pred dirko
Dirka po ulicah Montreuxa je bila nova na koledarju dirk za Veliko nagrado, toda štartna lista je bila okleščena, ker je potekala isti vikend še dirka Eifelrennen. Scuderia Ferrari je na dirko prijavil tri dirkače, za italijansko moštvo so nastopili Carlo Felice Trossi, Guy Moll in Achille Varzi. Njihovi glavni tekmeci za zmago so bili privatniki z Maseratiji in Bugattiji. 

### Dirka
Na dan dirke niso bile napolnjene z gledalci le tribune ob stezi, ampak tudi vsa okna in balkoni po centru Montreuxa. Philippe Étancelin, ki je bil s svojim modrim dirkalnikom Maserati 8CM najhitrejši na kvalifikacijskem treningu, je štartal najbolje, sledili pa so mu Whitney Straight, Guy Moll in Benoit Falchetto. Moll se je že kmalu prebil na drugo mesto, toda v enajstem krogu je opravil dolg postanek v boksu zaradi težav s črpalko za olje in padel na začelje, kasneje pa je dokončno odstopil. Varzi je lepo napredoval in je bil že tretji, sledila pa sta mu moštveni kolega Trossi in Hugh Hamilton. 
Na polovici dirke je imel Étancelin že dobro minuto prednosti pred Varzijem med tem, ko je Trossi zaostajal še trinajst sekund. Straight je padel na četrto mesto zaradi več postankov, ki jih je moral opraviti, da so mu očistili dirkalna očala, omazana od olja iz dirkalnika pred njim. Ferrarijeva dirkača sta lovila Étancelina, ki je imel rahle težave z zavorami. V devetinšestdesetem krogu je Varzi opravil hiter postanek v boksih, zaradi česar je padel na tretje mesto. Pet krogov pred koncem je imel Étancelin še trinajst sekund prednosti pred Trossijem, ki je slovel kot specialist za ulična dirkališča. S časi hitrejšimi od časa najboljšega štartnega položaja, je Varzi ujel vodilnega Francoza in ga prav v zadnjem krogu tudi prehitel. tretje mesto pa je osvojil Varzi že s krogom zaostanka.

## Rezultati

### Dirka
| Poz | Št | Dirkač              | Moštvo                    | Dirkalnik        | Krogi | Čas/Odstop      | Št. m. |
| --- | -- | ------------------- | ------------------------- | ---------------- | ----- | --------------- | ------ |
| 1   | 6  | Carlo Felice Trossi | Scuderia Ferrari          | Alfa Romeo P3    | 90    | 2:57:25,3       | 6      |
| 2   | 16 | Philippe Étancelin  | Privatnik                 | Maserati 8CM     | 90    | + 7,7 s         | 1      |
| 3   | 4  | Achille Varzi       | Scuderia Ferrari          | Alfa Romeo P3    | 89    | +1 krog         | 8      |
| 4   | 10 | Whitney Straight    | Whitney Straight Ltd.     | Maserati 8CM     | 89    | +1 krog         | 2      |
| 5   | 12 | Hugh Hamilton       | Whitney Straight Ltd.     | Maserati 8CM     | 88    | +2 kroga        | 5      |
| 6   | 8  | Goffredo Zehender   | Officine Alfieri Maserati | Maserati 8CM     | 88    | +2 kroga        | 12     |
| 7   | 14 | Pierre Veyron       | Privatnik                 | Bugatti T51      | 66    | +4 krogi        | 9      |
| 8   | 22 | Raymond Sommer      | Privatnik                 | Alfa Romeo Monza | 64    | +6 krogov       | 10     |
| Ods | 2  | Guy Moll            | Scuderia Ferrari          | Alfa Romeo P3    | 42    | Črpalka za olje | 3      |
| Ods | 24 | Luigi Soffietti     | Scuderia Siena            | Alfa Romeo Monza | 27    | Zavore          | 7      |
| Ods | 20 | Benoit Falchetto    | Ecurie Braillard          | Maserati 8CM     | 21    | Zavore          | 4      |
| Ods | 18 | Louis Braillard     | Ecurie Braillard          | Bugatti T51      | 15    |                 | 11     |